# بی.پی. گویندا
بی. پی. گویندا (انگلیسی: B. P. Govinda؛ زادهٔ ۴ مارس ۱۹۵۱) بازیکن هاکی روی چمن اهل هند است.